# 林家 (儒学者)
林家（りんけ）は、林羅山を祖とする日本の儒学者・朱子学者の家系である。

## 歴代
江戸幕府の儒家として代々任じられた林家と、第二林家の2家があり、いずれも林羅山を始祖としている。なお、林家において大学頭を称したのは3代鳳岡からであり、鳳岡までは僧形であった。

## 林家（大学頭家）
元禄4年（1691年）、鳳岡が任じられた以後の官位は大学頭、これは本来名目的な武家官位で、江戸幕府における役職とは無関係であったが、幕府が建設した湯島聖堂の管理に始まり、当初は林家の家塾であった昌平坂学問所が幕府の機関になると、その長ともなる幕府における役名ともなった。
家禄は慶安元年（1648年）910石が羅山に給された後も順次、加増があって1500石程度。林述斎の代で大きく加増され、従来は1523石であったものが、3000石と倍増し、座班も奥詰小姓番頭次席（従来は奥詰）に引き上げられた。
1. 林羅山 - 林家の始祖。
2. 林鵞峰 - 羅山の三男。
3. 林鳳岡 - 鵞峰の次男。
4. 林榴岡 - 鳳岡の子。
5. 林鳳谷 - 榴岡の子。
6. 林鳳潭 - 鳳谷の孫。（林竜潭の子。）
7. 林錦峯 - 鳳潭の養子。
8. 林述斎 - 松平乗薀の三男。
9. 林檉宇 - 述斎の長男。
10. 林壮軒 - 檉宇の長男。
11. 林復斎 - 述斎の六男。
12. 林学斎 - 復斎の次男。

## 第二林家
1. 林読耕斎（靖） - 林羅山の子。
2. 林春東（勝澄）
3. 林葛廬（信如） - 春東の養子。
4. 林菊渓（信亮）
5. 林観山（信方）
6. 林琴山（信隆）
7. 林復斎（のち、林家11代）
8. 林鶯渓 - 林復斎の長男。